# Норвежский полярный институт
Норвежский полярный институт (норв. Norsk Polarinstitutt) — национальное учреждение в Норвегии, занимающееся полярными исследованиями. Он был запущен при содействии норвежского Министерства окружающей среды. Институт организует экспедиции в Арктику и Антарктику и выполняет научно-исследовательскую работу на станции в Ню-Олесунне. Его офисы располагаются в Тромсё и на Шпицбергене, а также на Земле Королевы Мод; персонал составляет приблизительно 150 человек. Институт несет ответственность при заключении международных договоров Норвегии относительно Арктики и Антарктики.
Институт был основан в 1928 году Адольфом Гулем под названием Norges Svalbard- og Ishavsundersøkelser. Институт является совладельцем построенного в 2018 году исследовательского судна ледового класса RV Kronprins Haakon вместе с Университетом Тромсё и Норвежским институтом морских исследований (норв. Havforskningsinstituttet).

## Директора
- 1948—1957 Харальд Свердруп
- 1957—1960 Андерс Орвин
- 1960—1983 Торе Гьельсвик
- 1983—1991 Одд Ройне
- 1991—1993 Нильс Эритсланд
- 1993—2005 Олав Орхейм
- 2005—2017 Ян-Гуннар Винтер
- 2017—2023 — Оле Арве Мисунд
- С 2023 — Камилла Брекке[2]

## Исследование парниковых газов
Лаборатории института постоянно следят за развитием механизма парникового эффекта. Они зафиксировали его повышение в 2008 году по сравнению с предыдущим годом, связав это с деятельностью промышленных предприятий в Китае.